# Robin Shou
Shou Wan Por (chineză: 仇雲波, n. 17 iulie 1960), cunoscut profesional drept Robin Shou, este un artist marțial și actor din Hong Kong. În 1971, el s-a stabilit cu familia în sudul Californiei, unde a urmat Palm Springs High School.  El este mai mult cunoscut pentru rolul lui Liu Kang în seria de filme Mortal Kombat, dar și pentru rolul lui Gobei în Beverly Hills Ninja. Mai recent, el a recăpătat notorietate pentru rolul lui 14K în seria de filme Death Race.

## Filmografie

### Film
| An   | Titlu                                             | Rol                   | Note          |
| ---- | ------------------------------------------------- | --------------------- | ------------- |
| 1987 | The Big Brother                                   | Robin                 |               |
| 1988 | City War                                          | Killer                |               |
| 1989 | Death Cage                                        | Lan Si Han            |               |
| 1990 | Tiger Cage 2                                      | Waise Chow            | ca Robin Chou |
| 1990 | Fatal Termination                                 | Wai Loong             |               |
| 1991 | Eastern Heroes                                    | Hawk                  |               |
| 1992 | Black Cat 2                                       | Robin                 |               |
| 1992 | Interpol Connection                               |                       |               |
| 1994 | The Most Wanted                                   | Gang leader           |               |
| 1995 | Mortal Kombat                                     | Liu Kang              |               |
| 1997 | Mortal Kombat: Annihilation                       | Liu Kang              |               |
| 1997 | Beverly Hills Ninja                               | Gobei                 |               |
| 2003 | Red Trousers - The Life of the Hong Kong Stuntmen | Evan Narrator Himself | Regizor       |
| 2006 | 18 Fingers of Death!                              | Jackie Chong          |               |
| 2006 | DOA: Dead or Alive                                | Pirate Senior         |               |
| 2008 | Death Race                                        | 14K                   |               |
| 2009 | Street Fighter: The Legend of Chun-Li             | Gen                   |               |
| 2011 | Death Race 2                                      | 14K                   |               |
| 2011 | Pirate Brothers                                   | Sunny                 |               |
| 2012 | Death Race 3: Inferno                             | 14K                   |               |

### Televiziune
| An   | Titlu               | Rol                  | Note                   |
| ---- | ------------------- | -------------------- | ---------------------- |
| 1990 | Yellowthread Street | Tony Siu             | Episod: The Red Pole   |
| 1990 | Forbidden Nights    | Liang Hong           | Television film        |
| 1992 | Soldier Soldier     | Journalist Feng      | Episod: Lost and Found |
| 1998 | The Outer Limits    | Major Ronald Neguchi | Episod: Nightmare      |
| 2009 | Cold Case           | Bo-Lin Chen '83      | Episod: Chinatown      |

### Jocuri video
| An   | Titlu         | Rol                 | Note  |
| ---- | ------------- | ------------------- | ----- |
| 2012 | Sleeping Dogs | Conroy Wu/Roland Ho | Voice |